# Adolphus Peter Elkin
Adolphus Peter Elkin (* 27. März 1891 in West Maitland, New South Wales; † 9. Juli 1979 in Sydney) war ein australischer Ethnologe, Anthropologe und Linguist.
Ursprünglich anglikanischer Geistlicher, wurde er Professor für Anthropologie an der University of Sydney und machte sich um die Erforschung der Kultur der australischen Aborigines, insbesondere ihres Totemismus, verdient. Als sein Hauptwerk gilt das seit 1938 in vielen Auflagen erschienene Buch The Australian Aborigines: How to Understand Them. Außerdem gab er die anthropologische Zeitschrift Oceania heraus. Er verfasste auch eine Geschichte der Diözese Newcastle.

## Werke (Auswahl)
- Studies in Australian Totemism, Melbourne 1933
- Studies in Australian Linguistics, Sydney, Australian National Research Council [ca. 1937]
- Social anthropology in Melanesia: a review of research, London, Oxford University Press 1953
- The Australian Aborigines: how to understand them, 3. ed., Sydney, Angus and Robertson, 1954. 5. ed., rev. – London u. a., Angus & Robertson 1979 Digitalisat des Reprints der Third Edition
- The diocese of Newcastle. A history of the diocese of Newcastle, N.S.W., Australia, Glebe, Australian Med. Publ. Co. 1955
- Arnhem Land Music <North Australia>, Sydney, University of Sydney [1953–57]
- Pacific Science Association. Its history and role in international cooperation, Honolulu, Bishop Museum Press 1961 (Bernice P. Bishop Museum special publication 48)
- Two Rituals in South and Central Arnhem Land, Sydney 1972
- Aboriginal men of high degree, 2. ed., St. Lucia 1977